# Бьеррум, Ханс Адольф
Ханс Адольф Бьеррум (дат. Hans Adolf Bjerrum; 8 сентября 1899, Хеллеруп, Копенгаген — 10 мая 1979, Лондон) — датский хоккеист на траве, полевой игрок. Серебряный призёр летних Олимпийских игр 1920 года.

## Биография
Ханс Адольф Бьеррум родился 8 сентября 1899 года в датском городе Хеллеруп.
Играл в хоккей на траве за «Ориент» из Конгенс Люнгбю.
В 1920 году вошёл в состав сборной Дании по хоккею на траве на летних Олимпийских играх в Антверпене и завоевал серебряную медаль. Играл в поле, провёл 3 матча, забил (по имеющимся данным) 1 мяч в ворота сборной Франции. Выступление на Олимпиаде стало единственным известным международным опытом Бьеррума.
Работал инженером-строителем, основал датскую строительную компанию Bierrum, которая занималась градирнями для электростанций.
Умер 10 мая 1979 года в британском городе Лондон.

## Семья
В 1924 году женился на Карен Гертруд Нильсен.